# Unterdeutenbach
Unterdeutenbach war ein Gemeindeteil der Stadt Stein im Landkreis Fürth (Mittelfranken, Bayern). Mittlerweile ist dieser im Stadtteil Deutenbach aufgegangen.

## Geschichte
Der Ort wurde 1140 als „Dufenbach“ erstmals urkundlich erwähnt.
Gegen Ende des 18. Jahrhunderts gab es in Unterdeutenbach acht Anwesen und ein Gemeindehirtenhaus. Das Hochgericht übte das brandenburg-ansbachische Richteramt Roßtal des Oberamtes Cadolzburg aus. Südlich der Straße beanspruchte das Oberamt Schwabach das Hochgericht. Die Dorf- und Gemeindeherrschaft hatte das Landpflegamt der Reichsstadt Nürnberg. Grundherren waren das Kastenamt Schwabach (1 Wirtshaus), die Kommende Nürnberg (2 Halbhöfe) und die Reichsstadt Nürnberg (Klarenamt: 1 Gut; von Haller: 2 Halbhöfe und von Pömer: 2 Halbhöfe).
Von 1797 bis 1808 unterstand der Ort dem Justiz- und Kammeramt Schwabach. Im Rahmen des Gemeindeedikts wurde Unterdeutenbach 1808 dem Steuerdistrikt Reichelsdorf (II. Sektion) und der Ruralgemeinde Deutenbach zugeordnet. 1922 wurde Unterdeutenbach nach Stein eingegliedert und war fortan mit Oberdeutenbach der Gemeindeteil Deutenbach, seit 1977 ist Deutenbach ein Stadtteil von Stein, der mit Stein im Norden eine geschlossene Siedlung bildet.

### Ehemaliges Baudenkmal
- Regelsbacher Str. 41: Gasthaus Kreiselmeier. Am stark erneuerten, zweigeschossigen verputzten Quaderbau Jahrzahl „1778“.[5]

### Einwohnerentwicklung
| Jahr      | 001818 | 001840 | 001861 | 001871 | 001885 | 001900 | 001925 | 001950 | 001961 |
| Einwohner | *105   | 45     | *209   | *246   | 183    | 117    | *348   | †      | †      |
| Häuser    | *21    | 9      |        |        | 17     | 12     | *52    | †      | †      |
| Quelle    | [ 7 ]  | [ 8 ]  | [ 9 ]  | [ 10 ] | [ 11 ] | [ 12 ] | [ 13 ] | [ 14 ] | [ 15 ] |

## Religion
Der Ort ist seit der Reformation evangelisch-lutherisch geprägt und war ursprünglich nach St. Georg (Dietersdorf) gepfarrt, seit 1924 ist die Pfarrei Stein zuständig. Die Einwohner römisch-katholischer Konfession waren ursprünglich nach St. Sebald (Schwabach) gepfarrt, ab Mitte des 20. Jahrhunderts war die Pfarrei St. Walburga (Eibach) zuständig, seit den 1960ern ist es die Pfarrei St. Albertus Magnus.